# Dichorisandra villosula
Dichorisandra villosula är en himmelsblomsväxtart som beskrevs av Carl Friedrich Philipp von Martius. Dichorisandra villosula ingår i släktet Dichorisandra och familjen himmelsblomsväxter. Inga underarter finns listade.